# Jessie Royce Landis
Jessie Royce Landis, pseudonimo di Jessie Royce Medbury (Chicago, 25 novembre 1896 – Danbury, 2 febbraio 1972), è stata un'attrice statunitense.

## Biografia
Nativa di Chicago, Jessie Royce Landis svolse attività di interprete teatrale per la maggior parte della sua carriera. Dopo un paio di sporadiche apparizioni cinematografiche all'inizio degli anni trenta, tornò sul grande schermo nel 1949 con il ruolo di Mrs. Chase nella commedia Il signor Belvedere va in collegio (1949), accanto a Clifton Webb, e nello stesso anno iniziò a lavorare regolarmente anche per la televisione.
Nel 1954 pubblicò la propria autobiografia, You Won't Be So Pretty (But You'll Know More).
Affermatasi come caratterista durante gli anni cinquanta, la Landis interpretò con spiritosa ironia il ruolo della madre di Grace Kelly in Caccia al ladro (1955) di Alfred Hitchcock. Con il personaggio di Jessie Stevens, la milionaria vedova di un magnate del petrolio, che gira il mondo con l'affascinante figlia, l'attrice fu protagonista di brillanti duetti verbali con i coprotagonisti Cary Grant e John Williams.
Successivamente partecipò ad altre due commedie, Il cigno (1956)  di Charles Vidor, ancora accanto a Grace Kelly, e L'impareggiabile Godfrey (1957) di Henry Koster, prima di essere nuovamente diretta da Hitchcock in Intrigo internazionale (1959), in cui interpretò il personaggio dell'imperturbabile madre del protagonista Roger Thornhill (Cary Grant). Pur essendo di soli sette anni più anziana di Grant, l'attrice risultò credibile nei panni della madre, ruolo di cui Hitchcock curò la verosimiglianza facendo indossare alla Landis un soprabito con collo di pelliccia dal taglio classico che ne accentuò l'aspetto dignitosamente matronale.
Durante gli anni sessanta la Landis lavorò ancora in Le piace Brahms? (1961) di Anatole Litvak e nelle commedie Venere in pigiama (1962) di Michael Gordon, Mia moglie ci prova (1963) di Don Weis e Gidget a Roma (1963) di Paul Wendkos, continuando a comparire sul piccolo schermo in serie come L'ora di Hitchcock (1960), Organizzazione U.N.C.L.E. (1965) e Ironside (1969-1971). Tra le sue ultime apparizioni di rilievo sono da ricordare il film Airport (1970) di George Seaton, nei panni di Mrs. Harrier DuBarry Mossman, e l'episodio Incidente premeditato della serie poliziesca televisiva Colombo (1971).

## Vita privata
Dopo i primi due matrimoni con Perry Lester Landis (1923-1935) e con Rex Smith (1937-1944), la Landis si sposò per la terza volta con il generale J.F.R. “Jeff” Seitz. Il matrimonio durò fino alla morte dell'attrice, avvenuta il 2 febbraio 1972, all'età di 75 anni, nella sua residenza di Danbury (Connecticut).

## Filmografia

### Cinema
- At Your Service, regia di Arthur Hurley (1930)
- Alla deriva (Derelict), regia di Rowland V. Lee (1930)
- Il signor Belvedere va in collegio (Mr. Belvedere Goes to College), regia di Elliott Nugent (1949)
- Quando torna primavera (It Happens Every Spring), regia di Lloyd Bacon (1949)
- Questo mio folle cuore (My Foolish Heart), regia di Mark Robson (1949)
- Una sposa insoddisfatta (Mother Didn't Tell Me), regia di Claude Binyon (1950)
- Larger Than Life, regia di Guy Bolton (1952) (per la TV)
- Meet Me Tonight, regia di Anthony Pelissier (1952)
- Caccia al ladro (To Catch a Thief), regia di Alfred Hitchcock (1955)
- Il cigno (The Swan), regia di Charles Vidor (1956)
- La ragazza che ho lasciato (The Girl He Left Behind), regia di David Butler (1956)
- L'impareggiabile Godfrey (My Man Godfrey), regia di Henry Koster (1957)
- Mia moglie...che donna! (I Married a Woman), regia di Hal Kanter (1958)
- Intrigo internazionale (North By Northwest), regia di Alfred Hitchcock (1959)
- La moglie sconosciuta (A Private's Affair), regia di Raoul Walsh (1959)
- Le piace Brahms? (Goodbye Again), regia di Anatole Litvak (1961)
- OK Parigi! (Bon Voyage!), regia di James Neilson (1962)
- Venere in pigiama (First Boys' Night Out), regia di Michael Gordon (1962)
- Mia moglie ci prova (Critic's Choice), regia di Don Weis (1963)
- Gidget a Roma (Gidget Goes to Rome), regia di Paul Wendkos (1963)
- Airport, regia di George Seaton (1970)

### Televisione
- The Chevrolet Tele-Theatre – serie TV, 1 episodio (1948)
- Actor's Studio – serie TV, 1 episodio (1949)
- BBC Sunday-Night Theatre – serie TV, 1 episodio (1951)
- The Gulf Playhouse – serie TV, 1 episodio (1953)
- Kraft Television Theatre – serie TV, 1 episodio (1954)
- Armstrong Circle Theatre – serie TV, 3 episodi (1953-1955)
- Climax! – serie TV, episodio 2x25 (1956)
- Goodyear Television Playhouse – serie TV, 2 episodi (1953-1956)
- Art Carney Special – serie TV, 1 episodio (1960)
- Alfred Hitchcock presenta (Alfred Hitchcock Presents) – serie TV episodio 5x26 (1960)
- The United States Steel Hour – serie TV, 4 episodi (1954-1960)
- Thriller – serie TV, episodio 1x04 (1960)
- Avventure in paradiso (Adventures in Paradise) – serie TV, episodio 2x25 (1961)
- Organizzazione U.N.C.L.E. (The Man From U.N.C.L.E.) – serie TV, 1 episodio (1965)
- Ironside – serie TV, 2 episodi (1969-1971)
- The Ceremony of Innocence, regia di Ken Rockefeller e Arthur Allan Seidelman – film TV (1970)
- Mr. and Mrs. Bo Jo Jones, regia di Robert Day – film TV (1971)
- Colombo (Columbo) – serie TV, episodio 1x05 (1971)
- Great Performances – serie TV, 1 episodio (1975)

## Doppiatrici italiane
- Franca Dominici ne La ragazza che ho lasciato, Intrigo internazionale, Venere in pigiama, Airport
- Wanda Tettoni ne  Il cigno, OK Parigi!, Colombo
- Lia Orlandini in Una sposa insoddisfatta
- Tina Lattanzi in Caccia al ladro
- Andreina Pagnani ne L'impareggiabile Godfrey
- Lydia Simoneschi ne La moglie sconosciuta
- Rina Morelli in Le piace Brahms?
- Dhia Cristiani in Questo mio folle cuore (ridoppiaggio)
- Alina Moradei in Mr. Belvedere va in collegio (ridoppiaggio)

## Libri
- (EN) You Won't Be So Pretty (But You'll Know More), 1954.